# 종로구·중구
종로구·중구는 대한민국의 옛 국회의원 선거구였다. 대한민국 제9대 국회부터 대한민국 제12대 국회까지 존재했다. 당시 서울특별시 종로구와 중구 지역을 관할했다.

## 역사
제9대 국회의원 선거를 앞두고 종로구 선거구와 중구 선거구가 통합되어 신설된 선거구이다.
제13대 국회의원 선거를 앞두고 소선거구제가 실시되면서 종로구 선거구와 중구 선거구로 나뉘어졌다.

## 역대 국회의원
| 선거   | 정당 | 정당       | 1위 의원 | 정당 | 정당       | 2위 의원 |
| ------ | ---- | ---------- | -------- | ---- | ---------- | -------- |
| 1973년 |      | 민주공화당 | 장기영   |      | 신민당     | 정일형   |
| 1977년 |      | 무소속     | 오제도   |      | 무소속     | 정대철   |
| 1979년 |      | 신민당     | 정대철   |      | 민주공화당 | 민관식   |
| 1981년 |      | 민주정의당 | 이종찬   |      | 민주한국당 | 김판술   |
| 1985년 |      | 민주정의당 | 이종찬   |      | 신한민주당 | 이민우   |

## 역대 선거 결과

### 대한민국 제9대 국회의원 선거
|  | 43.31% |

|  | 24.94% |

|  | 21.38% |

|  | 10.35% |

### 1977년 대한민국 재보궐선거
- 1977년 재보궐선거에서 무소속 오제도 후보와 무소속 정대철 후보가 당선되었다.

### 대한민국 제10대 국회의원 선거
|  | 42.53% |

|  | 29.18% |

|  | 24.59% |

|  | 1.98% |

|  | 0.92% |

|  | 0.77% |

### 대한민국 제11대 국회의원 선거
|  | 48.71% |

|  | 23.90% |

|  | 7.54% |

|  | 6.57% |

|  | 5.58% |

|  | 4.49% |

|  | 3.17% |

### 대한민국 제12대 국회의원 선거
|  | 32.23% |

|  | 31.63% |

|  | 27.10% |

|  | 7.29% |

|  | 0.67% |

|  | 0.55% |

|  | 0.50% |